# The Electric Joe Satriani: An Anthology
„The Electric Joe Satriani: An Anthology“ е компилация, съдържаща най-доброто на американския китарист Джо Сатриани. Състои се от два диска, като освен стари песни са включени и „Slick“ и „The Eight Steps“, които преди това са издавани само в Япония.

### Диск едно
1. „Surfing with the Alien“ – 4:25
2. „Satch Boogie“ – 3:14
3. „Always with Me, Always with You“ – 3:23
4. „Crushing Day“ – 5:15
5. „Flying in a Blue Dream“ – 5:24
6. „The Mystical Potato Head Groove Thing“ – 5:11
7. „I Believe“ – 5:52
8. „Big Bad Moon“ – 5:16
9. „Friends“ – 3:30
10. „The Extremist“ – 3:44
11. „Summer Song“ – 4:59
12. „Why“ – 4:46
13. „Time Machine“ – 5:08
14. „Cool #9“ – 6:01
15. „Down, Down, Down“ – 6:10

### Диск две
1. „The Crush of Love“ – 4:21
2. „Ceremony“ – 4:53
3. „Crystal Planet“ – 4:36
4. „Raspberry Jam Delta-V“ – 5:22
5. „Love Thing“ – 3:51
6. „Borg Sex“ – 5:28
7. „Until We Say Goodbye“ – 4:33
8. „Devil's Slide“ – 5:11
9. „Clouds Race Across the Sky“ – 6:14
10. „Starry Night“ – 3:55
11. „Mind Storm“ – 4:12
12. „Slick“ – 3:43
13. „The Eight Steps“ – 5:46
14. „Not of This Earth]]“ – 3:59
15. „Rubina“ – 5:51

|  | Тази страница частично или изцяло представлява превод на страницата The Electric Joe Satriani: An Anthology в Уикипедия на английски. Оригиналният текст, както и този превод, са защитени от Лиценза „Криейтив Комънс – Признание – Споделяне на споделеното“, а за съдържание, създадено преди юни 2009 година – от Лиценза за свободна документация на ГНУ. Прегледайте историята на редакциите на оригиналната страница, както и на преводната страница, за да видите списъка на съавторите. ВАЖНО: Този шаблон се отнася единствено до авторските права върху съдържанието на статията. Добавянето му не отменя изискването да се посочват конкретни източници на твърденията, които да бъдат благонадеждни. |